# George Villiers, VI conte di Clarendon
George Herbert Hyde Villiers, sesto conte di Clarendon (George Herbert Hyde Villiers, 6th Earl of Clarendon; Londra, 7 giugno 1877 – 13 dicembre 1955), è stato un politico britannico, Governatore generale dell'Unione Sudafricana (1931-1937) e Lord Ciambellano (1938-1952).

## Biografia
Era l'unico figlio di Edward Villiers, V conte di Clarendon, e di sua moglie, Lady Caroline Elizabeth Agar, figlia di James Agar, III conte di Normanton. Era il nipote di George Villiers, IV conte di Clarendon, tre volte ministro degli Esteri.

## Carriera politica
Egli divenne un deputato conservatore nella Camera dei lord alla morte di suo padre nel 1914. Quando Andrew Bonar Law divenne primo ministro nel 1922, venne nominato capitano della onorevole Corpo del Honourable Corps of Gentlemen-at-Arms, una posizione che mantenne sotto Stanley Baldwin fino al gennaio 1924 e di nuovo dal dicembre 1924.
Nel 1931 fu nominato Governatore generale del Sudafrica, carica che mantenne fino al 1937.
Fu Lord Ciambellano (1938-1952). Prestò giuramento al Consiglio privato nel 1931 e venne nominato Cavaliere della Giarrettiera nel 1937.

## Matrimonio
Sposò, il 5 agosto 1905, Adeline Cocks, figlia di Herbert Haldane Somers Cocks e Blanche Clogstoun. Ebbero tre figli:
- Lord George Villiers (6 maggio 1906-27 aprile 1935);
- Lady Nina Joan Villiers (10 dicembre 1908-28 ottobre 1971), sposò George Newman, ebbero due figli;
- Lord William Villiers (17 luglio 1916-24 febbraio 2000), sposò Mary Cecilia Georgina Weld-Forester, ebbero tre figli.

## Ascendenza
|                                        |                                           |                                            | Genitori                                 |  |  | Nonni |  |  | Bisnonni             |  |  | Trisnonni                             |  |
|                                        |                                           |                                            |                                          |  |  |       |  |  | lord George Villiers |  |  | Thomas Villiers, I conte di Clarendon |  |
|                                        |                                           |                                            |                                          |  |  |       |  |  | lord George Villiers |  |  | Thomas Villiers, I conte di Clarendon |  |
|                                        |                                           | lady Charlotte Capell                      |                                          |  |  |       |  |  | lord George Villiers |  |  |                                       |  |
| George Villiers, IV conte di Clarendon |                                           |                                            |                                          |  |  |       |  |  | lord George Villiers |  |  |                                       |  |
|                                        |                                           | hon. Theresa Parker                        | John Parker, I barone Boringdon          |  |  |       |  |  |                      |  |  |                                       |  |
|                                        |                                           | hon. Theresa Parker                        | John Parker, I barone Boringdon          |  |  |       |  |  |                      |  |  |                                       |  |
|                                        |                                           | hon. Theresa Parker                        | hon. Theresa Robinson                    |  |  |       |  |  |                      |  |  |                                       |  |
| Edward Villiers, V conte di Clarendon  |                                           | hon. Theresa Parker                        |                                          |  |  |       |  |  |                      |  |  |                                       |  |
|                                        |                                           | James Grimston, I conte di Verulam         | James Grimston, III visconte Grimston    |  |  |       |  |  |                      |  |  |                                       |  |
|                                        |                                           | James Grimston, I conte di Verulam         | James Grimston, III visconte Grimston    |  |  |       |  |  |                      |  |  |                                       |  |
|                                        |                                           | James Grimston, I conte di Verulam         | Harriot Walter                           |  |  |       |  |  |                      |  |  |                                       |  |
| lady Katherine Grimston                |                                           | James Grimston, I conte di Verulam         |                                          |  |  |       |  |  |                      |  |  |                                       |  |
|                                        |                                           | lady Charlotte Jenkinson                   | Charles Jenkinson, I conte di Liverpool  |  |  |       |  |  |                      |  |  |                                       |  |
|                                        |                                           | lady Charlotte Jenkinson                   | Charles Jenkinson, I conte di Liverpool  |  |  |       |  |  |                      |  |  |                                       |  |
|                                        |                                           | lady Charlotte Jenkinson                   | Catherine Bishopp                        |  |  |       |  |  |                      |  |  |                                       |  |
| George Villiers, VI conte di Clarendon |                                           | lady Charlotte Jenkinson                   |                                          |  |  |       |  |  |                      |  |  |                                       |  |
|                                        | Welbore Ellis Agar, II conte di Normanton | Charles Agar, I conte di Normanton         |                                          |  |  |       |  |  |                      |  |  |                                       |  |
|                                        | Welbore Ellis Agar, II conte di Normanton | Charles Agar, I conte di Normanton         |                                          |  |  |       |  |  |                      |  |  |                                       |  |
|                                        | Welbore Ellis Agar, II conte di Normanton | Jane Benson                                |                                          |  |  |       |  |  |                      |  |  |                                       |  |
| James Agar, III conte di Normanton     | Welbore Ellis Agar, II conte di Normanton |                                            |                                          |  |  |       |  |  |                      |  |  |                                       |  |
|                                        |                                           | lady Diana Herbert                         | George Herbert, XI conte di Pembroke     |  |  |       |  |  |                      |  |  |                                       |  |
|                                        |                                           | lady Diana Herbert                         | George Herbert, XI conte di Pembroke     |  |  |       |  |  |                      |  |  |                                       |  |
|                                        |                                           | lady Diana Herbert                         | Elizabeth Beauclerk                      |  |  |       |  |  |                      |  |  |                                       |  |
| lady Caroline Elizabeth Agar           |                                           | lady Diana Herbert                         |                                          |  |  |       |  |  |                      |  |  |                                       |  |
|                                        |                                           | William Barrington, VI visconte Barrington | George Barrington, V visconte Barrington |  |  |       |  |  |                      |  |  |                                       |  |
|                                        |                                           | William Barrington, VI visconte Barrington | George Barrington, V visconte Barrington |  |  |       |  |  |                      |  |  |                                       |  |
|                                        |                                           | William Barrington, VI visconte Barrington | Elizabeth Adair                          |  |  |       |  |  |                      |  |  |                                       |  |
| hon. Caroline Barrington               |                                           | William Barrington, VI visconte Barrington |                                          |  |  |       |  |  |                      |  |  |                                       |  |
|                                        |                                           | hon. Jane Liddell                          | Thomas Liddell, I barone Ravensworth     |  |  |       |  |  |                      |  |  |                                       |  |
|                                        |                                           | hon. Jane Liddell                          | Thomas Liddell, I barone Ravensworth     |  |  |       |  |  |                      |  |  |                                       |  |
|                                        |                                           | hon. Jane Liddell                          | Maria Susannah Simpson                   |  |  |       |  |  |                      |  |  |                                       |  |
|                                        |                                           | hon. Jane Liddell                          |                                          |  |  |       |  |  |                      |  |  |                                       |  |